# Histoire de l'archéologie en Équateur
L’Histoire de l'archéologie en Équateur débute à une époque récente. Son développement professionnel a été assez lent et tardif.
Avant la fin du XIXe siècle on peut citer les travaux du jésuite équatorien Juan de Velasco (1727-1792) qui se sert de chroniques et légendes locales pour écrire une Historia Antigua de l’Équateur, dans son œuvre « Historia del Reino de Quito », où se mêlent le vrai et l’imaginaire.
À noter également les observations archéologiques faites par la 1re Mission Géodésique Française (1735-1743) avec La Condamine. De son côté Alexandre de Humboldt (1769-1859), qui séjourne en Équateur en 1802, remarque la monumentalité de certains sites antiques comme le complexe Inca d’Ingapirca.
Suivant Jaime Idrovo Urigüen, l’Histoire de l'archéologie dans ce pays peut se décomposer en 3 périodes.

## Période des précurseurs, archéologie descriptive (2emoitié duXIXesiècleà 1945)
Comme initiateur véritable de l’archéologie équatorienne, la figure la plus remarquable est González Suárez (1844-1917), archevêque de Quito. Il s’est efforcé de faire de l’archéologie une discipline scientifique. Il fonde en 1906 la Sociedad Ecuatoriana de Estudios Históricos Americanos, société majeure dans le développement de l’archéologie équatorienne par l’impulsion donnée aux investigations et à la publication de résultats.
Citons également Jacinto Jijón y Caamaño (1890-1950), disciple de González Suárez, qui introduit la classification comme instrument d’analyse. Il commence aussi à faire de l’archéologie une science interdisciplinaire, ayant recours à l’anthropologie physique, à la philologie, à la linguistique et à l’ethnohistoire.
L’archéologue étranger le plus remarquable durant cette période est l’allemand Max Uhle (1856-1944). Il diffusé l’usage de la stratigraphie pour établir le degré d’ancienneté des vestiges archéologiques et le diffusionnisme comme forme d’explication du développement local des peuples. Il s’en tient à l’idée que le développement de la préhistoire équatorienne serait en grande partie le résultat de la diffusion de la culture Maya. Il est le premier à tenter de structurer un cadre chronologique pour les cultures préhispaniques de l’Équateur.
Des travaux de terrain de la fin du XIXe siècle et du début du XXe, on retiendra ceux de chercheurs étrangers :
En 1892 l’ethnographe américain George Dorsey effectue des fouilles dans la petite île de la Plata, à 13 milles marins (soit 24 km) de la côte Pacifique de l’Équateur, au sud-ouest du port de Manta.
En 1906, l’archéologue américain Marshall Saville, dans le cadre de l’expédition George G. Heye, fait des recherches très approfondies et minutieuses dans les régions d’Esmeraldas et de Manabí, sur la côte Pacifique.
À noter aussi les observations ethnographiques faites par le français Paul Rivet dans la Sierra équatorienne, alors qu’il participe à la seconde Mission Géodésique Française en Amérique du Sud (1901-1906), parues dans un livre devenu un classique de la littérature archéologique.

## Période des innovations théoriques et techniques, archéologie descriptive et interprétative (1945–1970).
C’est l’immédiate après-guerre, avec l’affermissement de la puissance des États-Unis. Les faits nouveaux et importants pour l’archéologie sont :
- La découverte du carbone 14 comme méthode de datation.
- L’apparition du courant de pensée « New Archeology » ou « Archéologie processuelle ».
- La participation d’archéologues professionnels étrangers.

La « New Archeology » veut introduire une méthode scientifique dans l’archéologie à travers un raisonnement hypotético-déductif, avec formulation et vérification d’hypothèses. Les figures marquantes de cette époque sont les américains Betty Meggers et Clifford Evans ainsi que l’équatorien Emilio Estrada. Celui-ci est à l’origine de la découverte de la plus ancienne culture équatorienne à ce jour, la « Culture Valdivia » (1956). On pense alors que cette culture est encore et avant tout le fait de chasseurs-cueilleurs avec peu d’implications agricoles.

## Période de professionnalisation, archéologie interprétative (depuis 1970).
Une nouvelle génération d'archéologues équatoriens apparaît, professionnellement formés, le groupe des archéologues de Guayaquil, qui va donner une véritable impulsion à l’archéologie du littoral équatorien :
Carlos Zeballos Menéndez, à partir de fouilles à San Pablo (province de Santa Elena) précise que les hommes de la culture Valdivia ne sont plus des chasseurs-cueilleurs mais vivent sur la base d’une économie agricole.
Jorge Marcos explore le site de Real Alto, dans la même province, et montre que cette culture a développé l’artisanat de la céramique et créé des lieux d'habitation de type « urbain ».
L’intérêt se porte aussi sur la région amazonienne du pays qui n’était considérée jusqu’alors que comme une région sans grand intérêt, habitée par des gens de la forêt ou des sauvages.